# Leshansaurus
Leshansaurus là một chi khủng long, được Li F. Peng G. Ye Jiang S. & Huang D. mô tả khoa học năm 2009.